# 护步达冈之战
护步达冈之战为金国收国元年、辽国天庆五年（1115年）发生的一场战役，金军以少胜多击败辽的战役，金太祖抓住有力战机，追击辽军于护步答冈（今黑龙江省五常市西），重创辽军主力，金军由抗辽走向灭辽。

## 背景
天庆四年（1114年），女真完颜部都勃极烈完颜阿骨打起兵反辽，先后经过宁江州之战（宁江州在今吉林扶余北伯都纳古城）、出河店之战（出河店在今黑龙江省肇源西南）两次胜利。次年正月壬申，完颜阿骨打称帝，建金国，又在达鲁古城之战中以少胜多击败辽军，农历九月完颜阿骨打亲率大军攻占黄龙府（今吉林农安）。辽金谈判，金国表示如果辽国遣返阿疏等叛徒就能停战。粘罕、兀术等得到指示，对辽国明为卑哀之辞，实欲求战。完颜阿骨打看到辽国书信中有“女直作过，大军翦除”的话，就聚集女真人，仰天假哭说：“始与汝等起兵，盖苦契丹残忍，欲自立国。今主上新征，奈何？非人死战，莫能当也。不杀我一族，汝等迎降，转祸为福。”大家表示；“事已到此，惟命是从。”
另一方面，当年二月，饶州渤海国后裔古欲自称为王，辽派兵攻打招降，数次才将其捕获，因此也延期了对金兵亲征的期限。

## 过程

### 辽军部署
天祚帝原本调动了一支军队支援黄龙府，结果辽军内讧，不但没有成功围剿金兵，反而牵扯了辽国的精力。到十一月天祚帝得知黄龙府沦陷，大惊失色，决意亲征。
天祚帝亲率70万军队到驼门，又派驸马萧特末，林牙萧察剌等率5万骑兵、40万步兵到斡邻泺（今吉林省大安市南查干泡），分进合击。十二月己亥，完颜阿骨打亲率2万骑兵进至爻刺，与诸将开会。大家认为：“辽兵号七十万，其锋未易当。吾军远来。人马疲乏，宜驻于此，深沟高垒以待。”完颜阿骨打同意，丁未日遣完颜迪古乃、完颜银术可镇达鲁古城（今吉林省扶余西北土城子），自留爻刺筑垒。

### 辽国内乱
十二月乙巳日，耶律张家奴叛乱，这打乱了天祚帝的计划，辽军回撤。丁未日金太祖得知消息，到熟结泺，戊申日，大家建议趁机追击辽军，金太祖说：“敌来不迎战，去而追之，欲以此为勇邪？”众皆悚愧，愿意为太祖效劳。金太祖又说“诚欲追敌，约赍以往，无事餫馈。若破敌，何求不得。”

### 金军追击
金军追击辽军至护步答冈，由于金军只有2万，金太祖表示：“彼众我寡，兵不可分。视其中军最坚，辽主必在焉。败其中军，可以得志。”金军右翼兵攻辽中军，又集合左翼合击，辽军大溃，横尸百余里，金军舆辇帟幄兵械军资宝物马牛无数。萧特末等焚营遁去。来谷撒喝攻克开州，婆卢火下特邻城，辞里罕投降。
天祚帝弃军而逃，一昼夜疾行500里，退回长春州（今吉林大安东南他虎城）。

## 评论
解放军报认为，金国军队实行“画灰而议”和“会议而议”的军事民主制，军官们“相围而坐”，就着沙地上撒下的柴灰“随画随议，备陈其策”，最后由最高指挥官择善而定；然后“同饮合舞，上下各无猜忌”。这次采纳大将军宗雄“强敌在前，如坐守防御必被包围”的意见，定下了集中兵力，主动出击，“出其不意包抄辽军中路主力”的决策，终于大获全胜。 其次金太祖假意让士兵献出自己，这一举动使将士们“无不闻之泣下”，信心、勇气倍增。 
金军原本沿用部族打猎时的组织形式。后来金军逐步创建了“伍什进位”的实战编制，即“伍什百皆有长：伍长击柝(类似打更的梆子)，什长执旗，百长挟鼓，千人将则旗鼓悉备。”还制定了严厉的战时奖惩制度。这种编制和机制，把能骑善射的女真骑兵组织成为了一支具有强大凝聚力、协调力和冲击力的战斗群体，创造了令人难以置信的战争奇观。